# Eyendorf
Eyendorf là một đô thị thuộc huyện Harburg, bang Niedersachsen, Đức. Đô thị này có diện tích 13,68 km².